# Pierre Jean Baptiste Choudard Desforges
Pierre-Jean-Baptiste Choudard (noto con lo  di Desforges; Parigi, 15 settembre 1746 – 13 agosto 1806) è stato un attore teatrale, commediografo e librettista francese.

## Biografia
Figlio naturale del dottor Antoine Petit studiò al Collège Mazarin e al Collège de Beauvais e, seguendo le volontà paterne, iniziò lo studio della medicina, ma poi si indirizzò verso la pittura ed altre attività casuali.
La morte del dottor Petit lo lasciò senza risorse, e dopo essere apparso sul palcoscenico della Comédie-Italienne a Parigi entrò a far parte di una compagnia di attori girovaghi, nella quale operò come drammaturgo. Era conosciuto sotto il nom de plume di Desforges, che era anche il nome che aveva sul palco. Sposò un'attrice e i due vennero accolti a San Pietroburgo dove trascorsero tre anni (dal 1779 al 1782). Dopo il suo ritorno a Parigi si dedicò completamente alla letteratura.
Desforges fu uno dei primi ad avvalersi delle nuove possibilità offerte dalla rivoluzione per ottenere il divorzio e poter risposarsi. Le sue memorie si dice siano state scritte su richiesta della signora Desforges.
Morì a Parigi nel 1806.

## Opere

### Teatro

#### Commedie e libretti selezionati
- Tom Jones à Londres, 1782,[3] tratto dal lavoro di Henry Fielding, The History of Tom Jones, a Foundling;[4] Questo lavoro fu nel repertorio del Théâtre français per molto tempo.[2][5]
- L’Épreuve villageoise, 1785, musica di André Grétry, il suo primo grande successo[1]
- La Femme jalouse, 1785, tratto da George Colman il Vecchio
- Le Sourd, ou l'Auberge pleine, 1790, su Gallica
- Joconde (o La Joconde), opéra-comique, musica di Louis Jadin, 1790, da La Fontaine
- Alisbelle, ou les Crimes de la féodalité, opéra in 3 atti in versi, 1794, musica di Louis Jadin, su Gallica
- Les Époux divorcés, 1799, commedia
- Coesarine et Victor, ou Les époux dès le berceau, commedia in 3 atti in versi sciolti, 1800, su Gallica

#### Elenco completo
- Opere complete e prime esecuzioni su César.

### Romanzi
- I suoi romanzi, pubblicati in quattro volumi nel 1798, vennero nuovamente pubblicati in cinque volumi nel 1819.[2]

### Scritti rivoluzionari
- Il cittadino Desforges scrisse Alisbelle, ou les Crimes de la féodalité in linea con gli ideali della rivoluzione francese. Pubblicò anche poemi rivoluzionari e Plan of general education.[6]

### Memorie
- Le poëte, ou Mémoires d'un homme de lettres écrits par lui-même, quattro volumi (1798).